# Gerda Nystad
Gerda Nystad, gift Mogensen (27. februar 1922 i København – 21. januar 2002 i Hellerup) var en dansk tegner, illustrator og maler. Hun var datter af viceskoledirektør Niels Viktor Thorvald Nystad og Estrid Elisabeth S. Jensen. Hun blev student fra Christianshavns Gymnasium 1940 samt uddannet som illustrator på Kunsthåndværkerskolen 1940-43.
Nystad blev gift første gang 1946 i Thomas Kingos Kirke Odense med arkitekt, direktør og professor Ib Holger Ferdinand Flach de Neergaard (1921-1987). De blev skilt 1955. Nystad blev gift anden gang i Søllerød 1955 med tegneren og billedhuggeren Jørgen Mogensen (1922-2004), som er kendt for bl.a. tegneserien "Poeten og Lillemor".

## Debut
Gerda Nystad var den eneste i sin familie, der fik en karriere som tegner. Som 10-11 årig mestrede hun allerede croquis, og hun debuterede som 16-årig i 1938 i Politikens tillæg "Magasinet". Hun kom på Kunsthåndværkerskolen direkte fra gymnasiet i 1940, og hun var allerede så professionel, at de gav hende frie hænder i forbindelse med uddannelsen.

## Illustrationer, tegneserier og teaterdekorationer
Gerda Nystad har gennem sit arbejdsliv illustreret en lang række voksen- og børnebøger, lavet tegninger til dag- og ugeblade, revydekorationer, brochurer, plakater og tegninger til TV. Hun har også skabt tegneserierne "Prik", "Bilen Bab", "Evas hverdag" og "Kærenliden og de syv små magistre" (oprindelig bragt i Berlingske Tidende 6-5-1984 til 25-5-1984.

## Malerier og Akvareller
I 1945 udstillede Gerda Nystad på "Kunstnernes Efterårsudstilling" og deltog derefter med mellemrum i udstillinger, bl.a. et enkelt år på "Grønningen". Hun blev kendt over hele landet for sin karakteristiske og personlige streg, sine oliemalerier og utallige akvareller. Hun havde mange separatudstillinger, bl.a. sammen med ægtefællen tegneren Jørgen Mogensen.

## Produktion og efterladte arbejder
Gerda Nystad har efterladt sig mellem 100.000 og 200.000 tegninger, malerier og akvareller, som i dag er i sønnen Jesper Mogensens besiddelse. Som bogillustrator har hun illustreret over 100 bøger, blandt meget andet bogen "Gerda Nystad" med hendes egne tegninger, 1979. Derudover illustrationer til Sten Hegeler, Hvordan mor? 1948, der solgte i mange lande og var et af de store skridt i den seksuelle frigørelse. Hun illustrerede også sin ægtemand Jørgen Mogensens bog Ballade i nr. 19, 1959, der i flere år var den mest udlånte bog på bibliotekerne,
- Sten Hegeler: Peter og Marianne i skole, 1961,
- Kai Hammerich: Det angår os alle – roman fra dagens sex-løb og oprustningskapløb, 1962,
- Benjamin Jacobsen: ”Tvillingerne, 1963.
- Jens Sigsgaard:Bamselejse og Sortefod, 1967.
- Thøger Birkeland: Den røde borg, 1975.
- Johanne Spyri: Heidi, 1958.
- Gad’s Tusind og En Nat, 1968.
- Budda Leunbach: Mor, hvor er de døde henne?, 1983.
- Klaus Rifbjerg: Det ved jeg da godt!, 1990.
- Knud Hermansen: Rejsen til Kina 1983.

## Revydekorationer
Gerda Nystad lavede dekorationer og plakater til følgende revyer:
- Har vi det ikke dejligt? 1955.
- Så går karussellen. 1951.
- Dagmarrevyen, 1953.
- ABC-revyen, 1955.
- I al fjendtskabelighed, 1962.

## Priser og legater
- 1947 Politikens Tegnerpris,
- 1961 Storm P. Prisen,
- 1962 William H. Michaelsens legat.[7]